# Mitchell Dijks
Mitchell Clement Dijks (Purmerend, 9 februari 1993) is een Nederlandse voetballer die doorgaans als linksback speelt. Hij verruilde Vitesse juli 2023 transfervrij voor Fortuna Sittard.

## Clubcarrière

### Ajax
Na het doorlopen van de jeugdopleiding van FC Volendam en zijn overstap naar Ajax, kreeg Dijks in de voorbereiding op het seizoen 2012/13 van trainer Frank de Boer de kans om zich te bewijzen bij de hoofdmacht van de Amsterdammers. De verdediger liet tijdens de voorbereiding een degelijke en goede indruk achter, hierdoor mocht hij aansluiten bij de A-selectie. Hier moest hij op de linksback positie de concurrentie aangaan met Daley Blind en Nicolai Boilesen. Dijks debuteerde op 5 augustus 2012 in het eerste van Ajax tijdens de Johan Cruijff Schaal 2012, deze werd met 4-2 verloren van PSV. Op zondag 19 augustus maakte Dijks zijn eredivisiedebuut voor Ajax, in de uitwedstrijd tegen N.E.C. (1-6). In zijn eerste seizoen bij de A-selectie kwam hij tot 6 Eredivisiewedstrijden omdat hij Daley Blind voor zich moest dulden op zijn positie. In dat seizoen werd Dijks landskampioen met Ajax.

### Verhuur aan sc Heerenveen
Op 4 juni 2013 werd bekendgemaakt dat Dijks gedurende het seizoen 2013/14 verhuurd werd aan sc Heerenveen. Op 3 augustus 2013 maakte hij zijn officiële debuut voor de club in een Eredivisiewedstrijd thuis tegen AZ. In de 71e minuut werd Dijks met rood van het veld gestuurd. Op 15 september 2013 werd Dijks, in een derby tegen FC Groningen, in de 31e minuut met zijn tweede rode kaart van het seizoen het veld afgestuurd. In het totaal speelde hij 24 wedstrijden voor Heerenveen.

### Terugkeer bij Ajax (1)
Dijks keerde tijdens de voorbereiding van het seizoen 2014/15 terug bij Ajax. Dijks speelde verschillende oefenwedstrijden mee, maar behoorde niet tot de 18-koppige selectie voor de wedstrijd om de Johan Cruijff Schaal 2014 met PEC Zwolle. Op 7 augustus 2014 kreeg Dijks te horen van trainer Frank de Boer dat hij mocht vertrekken bij Ajax.

### Willem II
Op 28 augustus 2014 werd bekendgemaakt dat Willem II Dijks transfervrij overnam van Ajax. Hij tekende een contract voor twee jaar in Tilburg. Dijks maakte vervolgens op 13 september 2014 zijn debuut voor Willem II in de Eredivisie uitwedstrijd tegen Feyenoord die Willem II met 2-1 wist te winnen. Dijks speelde de hele wedstrijd als linksback. Dijks kende een sterk eerste seizoen bij Willem II waarin hij een vaste waarde voor het elftal werd. Aan het einde van het seizoen toonde onder meer Feyenoord, AZ en het Schotse Celtic belangstelling in Dijks. Nadat Dijks eerste gesprekken had gevoerd met Feyenoord kwam het nieuws naar buiten dat zijn oude club Ajax zich officieel gemeld had bij Willem II om Dijks terug te halen.

### Terugkeer bij Ajax (2)
Nadat Ajax eind mei al akkoord ging met Dijks werd pas op 24 juni 2015 een overeenstemming bereikt met Willem II over de terugkeer van Dijks naar Ajax. Ruben Ligeon, Lesly de Sa en Richairo Živković werden als onderdeel van de transfer voor één seizoen aan Willem II verhuurd. Dijks tekende een contract voor drie seizoenen bij Ajax. Door een blessure van concurrent Nicolai Boilesen was Dijks tijdens de voorbereiding op het nieuwe seizoen voor De Boer de eerste keuze op de linksbackpositie. Hij maakte op 29 juli 2015 zijn debuut in Europa voor Ajax tijdens een uitwedstrijd tegen Rapid Wien in de derde voorronde van de UEFA Champions League (2-2). Dijks vormde samen met Kenny Tete, Joël Veltman en Jaïro Riedewald de achterste linie. Tijdens de eerste competitiewedstrijd tegen AZ had Dijks met 2 assists een groot aandeel in de 3-0 overwinning. Dijks was het hele seizoen een vaste waarde voor Ajax, dat tijdens de laatste speelronde de titel verspeelde aan PSV door met 1-1 gelijk te spelen bij De Graafschap.

### Verhuur Norwich City
Dijks raakte in het seizoen 2016/17 uit beeld bij Ajax onder de nieuwe trainer Peter Bosz. De club verhuurde hem daarom in januari 2017 voor een halfjaar aan Norwich City, op dat moment actief in de Championship. Hiervoor maakte hij op 7 februari 2017 zijn eerste doelpunt in het betaald voetbal, de 2–2 tijdens een competitiewedstrijd uit bij Wigan Athletic. Dat was tevens de eindstand.

### Terugkeer bij Ajax (3)
Norwich City FC en Ajax kwamen niet tot een overeenkomst over een definitieve transfer. Zodoende sloot Dijks in juli 2017 opnieuw aan bij de selectie van Ajax. Hiervoor speelde hij in de eerste helft van het seizoen 2017/18 nog negen competitiewedstrijden, onder trainer Marcel Keizer. Nadat Ajax die verving door Erik ten Hag kwam Dijks de rest van het seizoen niet meer aan bod.

### Bologna
Dijks tekende in mei 2018 een contract tot medio 2023 bij Bologna, de nummer vijftien van de Serie A in het voorgaande seizoen. Dat lijfde hem transfervrij in.

## Clubstatistieken
| Seizoen         | Club            | Competitie      | Competitie | Competitie | Beker | Beker | Overig | Overig | Totaal | Totaal |
| Seizoen         | Club            | Competitie      | Wed.       | Dlp.       | Wed.  | Dlp.  | Wed.   | Dlp.   | Wed.   | Dlp.   |
| --------------- | --------------- | --------------- | ---------- | ---------- | ----- | ----- | ------ | ------ | ------ | ------ |
| 2012/13         | Ajax            | Eredivisie      | 6          | 0          | 2     | 0     | 1      | 0      | 9      | 0      |
| 2013/14         | → sc Heerenveen | Eredivisie      | 24         | 0          | 3     | 0     | —      | —      | 27     | 0      |
| 2014/15         | Willem II       | Eredivisie      | 28         | 0          | 0     | 0     | —      | —      | 28     | 0      |
| 2015/16         | Ajax            | Eredivisie      | 29         | 0          | 1     | 0     | 9      | 0      | 39     | 0      |
| 2016/17         | Ajax            | Eredivisie      | 12         | 0          | 2     | 0     | 6      | 0      | 20     | 0      |
| 2016/17         | → Norwich City  | Championship    | 15         | 1          | 0     | 0     | —      | —      | 15     | 1      |
| 2017/18         | Ajax            | Eredivisie      | 9          | 0          | 1     | 0     | 2      | 0      | 12     | 0      |
| 2017/18         | Jong Ajax       | Eerste Divisie  | 3          | 0          | —     | —     | —      | —      | 3      | 0      |
| 2018/19         | Bologna         | Serie A         | 25         | 1          | 3     | 1     | —      | —      | 28     | 2      |
| 2019/20         | Bologna         | Serie A         | 13         | 1          | 1     | 0     | —      | —      | 14     | 1      |
| 2020/21         | Bologna         | Serie A         | 20         | 0          | 0     | 0     | —      | —      | 20     | 0      |
| 2021/22         | Bologna         | Serie A         | 16         | 0          | 0     | 0     | —      | —      | 16     | 0      |
| 2022/23         | Vitesse         | Eredivisie      | 7          | 0          | 0     | 0     | —      | —      | 7      | 0      |
| 2023/24         | Fortuna Sittard | Eredivisie      | 31         | 0          | 3     | 0     | —      | —      | 34     | 0      |
| 2024/25         | Fortuna Sittard | Eredivisie      | 25         | 0          | 2     | 0     | —      | —      | 27     | 0      |
| Carrière totaal | Carrière totaal | Carrière totaal | 263        | 3          | 18    | 1     | 18     | 0      | 299    | 4      |

Bijgewerkt t/m 25 mei 2025.

## Interlandcarrière

### Jeugdelftallen
Dijks kwam als jeugdspeler in actie voor Nederland –16, –18 en –19. Voor het team onder 16 jaar was hij eenmaal trefzeker.
| Jeugdinterlands van Mitchell Dijks | Jeugdinterlands van Mitchell Dijks | Jeugdinterlands van Mitchell Dijks | Jeugdinterlands van Mitchell Dijks | Jeugdinterlands van Mitchell Dijks | Jeugdinterlands van Mitchell Dijks |
| Team                               | Datum                              | Wedstrijd                          | Uitslag                            | Soort Wedstrijd                    | Goals                              |
| Als speler bij FC Volendam         | Als speler bij FC Volendam         | Als speler bij FC Volendam         | Als speler bij FC Volendam         | Als speler bij FC Volendam         | Als speler bij FC Volendam         |
| ---------------------------------- | ---------------------------------- | ---------------------------------- | ---------------------------------- | ---------------------------------- | ---------------------------------- |
| Onder 16                           | 22 april 2009                      | Noord-Ierland - Nederland          | 0 – 2                              | Vriendschappelijk                  | 1                                  |
| Als speler bij Ajax                |                                    |                                    |                                    |                                    |                                    |
| Onder 18                           | 17 november 2010                   | Roemenië - Nederland               | 0 – 3                              | Vriendschappelijk                  | 0                                  |
| Onder 18                           | 24 maart 2011                      | Nederland - Slovenië               | 0 – 0                              | Vriendschappelijk                  | 0                                  |
| Onder 18                           | 29 maart 2011                      | Polen - Nederland                  | 3 – 0                              | Vriendschappelijk                  | 0                                  |
| Onder 18                           | 25 mei 2011                        | Verenigde Staten - Nederland       | 1 – 1                              | 4-landentoernooi Portugal '11      | 0                                  |
| Onder 18                           | 26 mei 2011                        | Nederland - Finland                | 5 – 0                              | 4-landentoernooi Portugal '11      | 0                                  |
| Onder 18                           | 28 mei 2011                        | Portugal - Nederland               | 3 – 0                              | 4-landentoernooi Portugal '11      | 0                                  |
| Onder 19                           | 29 februari 2012                   | Zwitserland - Nederland            | 0 – 3                              | Vriendschappelijk                  | 0                                  |
| Onder 19                           | 25 mei 2012                        | Nederland - Noorwegen              | 2 – 1                              | EK-kwalificatie '12                | 0                                  |
| Onder 19                           | 30 mei 2012                        | Nederland - Frankrijk              | 0 – 6                              | EK-kwalificatie '12                | 0                                  |

### Jong Oranje
Op 15 augustus 2012 maakte Dijks zijn debuut voor Jong Oranje in een EK-kwalificatiewedstrijd tegen Jong Italië (0-3 verlies). Jong Oranje wist zich te plaatsen voor het EK-onder 21 gehouden in Israël, Dijks speelde in deze kwalificatie in twee wedstrijden dit waren tevens zijn enige 2 wedstrijden voor Jong Oranje gespeeld tot dan toe. Op 7 mei 2013 werd Dijks opgeroepen door bondscoach Cor Pot voor de voorlopige EK-selectie bestaande uit veertig spelers. Dijks werd door Cor Pot niet geselecteerd voor de definitieve EK selectie.
| Interlands van Mitchell Dijks voor Jong Oranje | Interlands van Mitchell Dijks voor Jong Oranje | Interlands van Mitchell Dijks voor Jong Oranje | Interlands van Mitchell Dijks voor Jong Oranje | Interlands van Mitchell Dijks voor Jong Oranje | Interlands van Mitchell Dijks voor Jong Oranje |
| №                                              | Datum                                          | Wedstrijd                                      | Uitslag                                        | Soort Wedstrijd                                | Doelpunten                                     |
| Als speler bij Ajax                            | Als speler bij Ajax                            | Als speler bij Ajax                            | Als speler bij Ajax                            | Als speler bij Ajax                            | Als speler bij Ajax                            |
| ---------------------------------------------- | ---------------------------------------------- | ---------------------------------------------- | ---------------------------------------------- | ---------------------------------------------- | ---------------------------------------------- |
| 1.                                             | 15 augustus 2012                               | Nederland - Italië                             | 0 – 3                                          | EK-kwalificatie 2013                           | 0                                              |
| 2.                                             | 11 oktober 2012                                | Slowakije - Nederland                          | 0 – 2                                          | EK-kwalificatie 2013                           | 0                                              |
| Als speler bij sc Heerenveen                   |                                                |                                                |                                                |                                                |                                                |
| 3.                                             | 15 augustus 2013                               | Tsjechië - Nederland                           | 1 – 0                                          | Vriendschappelijk                              | 0                                              |

### Nederland
Bondscoach Danny Blind maakte op 9 maart 2016 bekend dat Dijks behoorde tot de 28-koppige voorselectie voor de oefenduels tegen Engeland en Frankrijk. Blind nam Dijks echter niet op in de definitieve selectie.

## Erelijst
Met  Ajax
| Competitie | Aantal | Jaren            |
| ---------- | ------ | ---------------- |
| Eredivisie | 1x     | 2013, 2014, 2015 |